# فلاديمير كاربتس
فلاديمير كاربتس (بالروسية: Карпец, Владимир Александрович)‏ مواليد 20 سبتمبر 1980 في سانت بطرسبرغ، الاتحاد السوفيتي، هو دراج روسي في صنف سباق الدراجات على الطريق. شارك في دورة الألعاب الأولمبية الصيفية.

## روابط خارجية
- فلاديمير كاربتس على موقع الاتحاد الدولي للدراجات (الإنجليزية)
- فلاديمير كاربتس على موقع أرشيف الدراجات (الإنجليزية)
- فلاديمير كاربتس على موقع إحصائيات الدراجات الإحترافية (الإنجليزية)
- فلاديمير كاربتس على موقع نسبة الدراجات (الإنجليزية)
- فلاديمير كاربتس على موقع CycleBase (الإنجليزية)
- فلاديمير كاربتس على موقع أوليمبيديا (الإنجليزية)